# Frangópulos

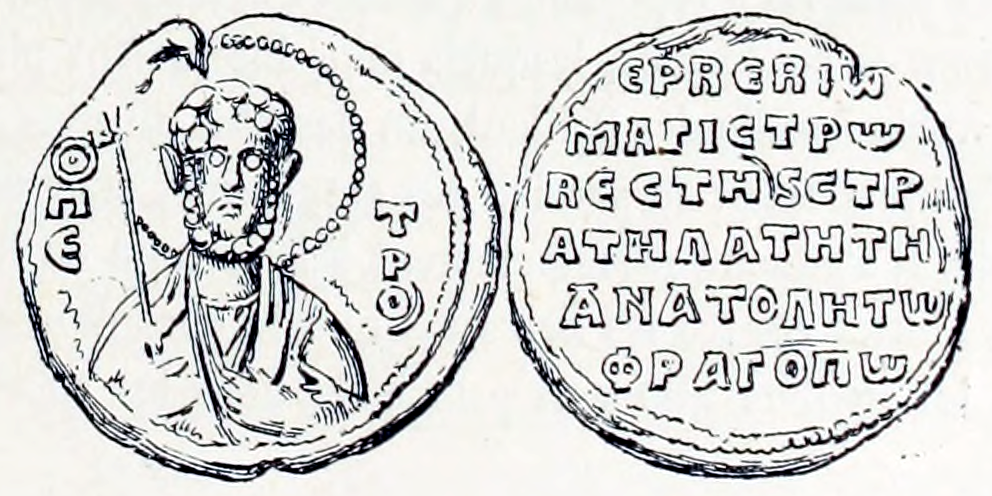
Sello de Frankópulos con san Pedro en el anverso y sus títulos de magistros, vestes y Estratelates del Este.

Frangopoulos, Frankopoulos o Phrangopoulos (en griego: Φραγκόπουλος) y castellanizado como Frangópulos o Frankópulos, es un apellido griego de origen patronímico que significa literalmente «hijo de un franco» (de Frangos —Φράγκος, "franco"— y -poulos —-πουλος, "hijo de"). Originalmente un epíteto, el apellido se remonta a la época posterior a las Cruzadas, cuando el término franco (Φράγκος) se utilizaba en el mundo bizantino para referirse genéricamente a los occidentales europeos, especialmente los católicos latinos de origen franco, normando o italiano.
El sufijo -poulos es característico del griego medieval y moderno, especialmente común en el Peloponeso, y está derivado del latín pullus, que significa “niño” o “cría”, evolucionando hacia el significado de “hijo de”. La adopción del apellido puede reflejar ascendencia mixta greco-latina, o haber sido aplicado a familias griegas asociadas con los francos o latinos durante el periodo de los Estados cruzados en Grecia (como el Principado de Acaya o el Ducado de Atenas).

## Personajes Conocidos
- Hervé Frangopoulos ( fl. década de 1050), general mercenario normando al servicio bizantino.
- D. Frangopoulos ( fl. 1896), tenista griego.